# 딜런 닐
딜런 닐(Dylan Neal, 1969년 10월 8일 ~ )은 캐나다의 배우이다.

## 출연 작품
- 50가지 그림자: 해방 - 밥 아담스 역